# Cá đuối ó phương nam
Cá đuối ó phương nam (danh pháp hai phần: Dasyatis americana) là một loài cá đuối ó trong họ Dasyatidae. Loài này được tìm thấy ở vùng biển nhiệt đới và cận nhiệt đới của Đại Tây Dương Tây Dương từ New Jersey đến Brazil. Nó có một đĩa phẳng hình kim cương, với màu nâu bùn, ô liu, và bề mặt lưng màu xám và bụng màu trắng (bề mặt bụng) điểm nhô trên đuôi của nó có răng cưa và được bao phủ trong một chất nhầy có nọc độc, được sử dụng để tự vệ.